# ليليانا روس
ليليانا روس (بالإيطالية: Liliana Ross)‏ هي منتجة مسرحية ‏ وكاتبة مسرحية ومديرة وممثلة تشيلي وإيطالية، ولدت في 30 مارس 1939 في إيطاليا، وتوفيت في 10 يونيو 2018 في تشيلي بسبب مرض آلزهايمر. بدأت مشوارها المهني سنة 1965، ومن الجوائز التي نالتها وسام استحقاق الجمهورية الإيطالية سنة 1992.

## جوائز
- وسام استحقاق الجمهورية الإيطالية (1992)

## وصلات خارجية
- ليليانا روس على موقع IMDb (الإنجليزية)